# Островський Володимир Павлович
Володимир Павлович Островський (18 червня 1881, с. Рейовець, Холмський повіт — 7 квітня 1950, Івано-Франківськ) — український письменник, редактор, видавець.

## Життєпис
Як переважно велося в умовах тодішнього життя, батьки хоча б когось зі своїх дітей хотіли бачити продовжувачами їхньої справи. Всупереч природному хистові, Володимир Островський ще в юнацькі роки оволодів батьковим ремеслом і став столяром.
На початку свідомого життя йому поталанило на добрих, безкорисливих людей, спілкування з якими визначило всю подальшу його долю як письменника, так і громадського діяча.
Після закінчення місцевої початкової школи Володимир Островський, при підтримці місцевого священика, наполегливо готується до складення іспитів в гімназію. Маючи природний талант і певну підготовку, юнак за старанням того ж священика працює учителем церковної школи. У літній, вільний від роботи в школі час, працює канцеляристом сільської управи.
У 1898 році Володимир Островський вступає до Холмської учительської семінарії. У подальшому часі дипломований педагог працює учителем спочатку в Томашівському, а потім у Холмському повітах.
У 1905 році його переводять на вчительську посаду до Варшави.
Через шість років В. Островський повертається і працює вчителем «зразкової школи», яка функціонувала при Холмській учительській семінарії.
Життєвий і фаховий досвід дає йому можливість зайнятися творчою діяльністю. Володимир Островський поряд з основною учительською працею отримує посаду редактора газети «рос. Холмская Русь», у якій друкувалися твори й українською мовою.
У 1915 році, з евакуацією українського населення і російських державних установ, викликаних воєнними подіями Першої світової війни, він разом з Холмською учительською семінарією опиняється на Чернігівщині, де й застали його революційні події 1917 року. Як досвідченого фахівця, його скеровують на посаду інспектора Вінницької вищої початкової школи. Вінницький період стає досить плідним у його творчому житті, присвяченим організації освіти в молодій українській державі. Там він розробляє і видає посібник «Методика розв'язання арифметичних задач, букварі, читанки, тощо». Разом з тим Володимир Островський редагує вінницьку газету «Шлях».
Найбільш продуктивним у житті цієї непересічної людини видається період від 1921 до 1944 року. Це були роки його творчої зрілості і розквіту таланту.
Упродовж першої половини 1920-тих років він редагує часописи «Духовна бесіда» і «Українська Громада», які видавалися у Варшаві. В той час з творчої лабораторії виходять його власні журнали «Наш світ» і «Нарід», а також газета «Нова доба», які видавались у Луцьку. Така самовіддана праця обумовлювалась політичною ситуацією на Холмщині і Волині, необхідністю підвищення свідомості та інформованності українського населення цих країв напередодні виборів до польського парламенту 1922 року, а згодом про діяльність Української Парляментарної Репрезентації і українських установ.
Слід ще додати, що Володимир Островський у 1921—1922 роках був членом редакції журналу «Українська трибуна». Редаговані ним виданням чітко стояли на позиції Українського Національно-Демократичного Об'єднання (УНДО).
Від часу появи і початку видавничої діяльності Івана Огієнка у Варшаві, Володимир Островський співпрацює з редагованими ним журналами «Рідна мова» і «Наша культура». Співпраця цих двох видатних людей тривала до липня 1944 року. В цей час він пише низку оповідань, в тому числі «Хома Дубило» (1922 р.), «Веселі оповідання» (1922 р.), «Холмські оповідання» (1924 р.), «Холмські сини» (1924 р.).
З огляду на те, що в 1928 році в Польщі проходили вибори до парламенту, з метою активізації громадсько-політичного життя українського населення на Волині, за завданням УНДО Володимир Островський переїжджає до Луцька. Там він прилучається до роботи багатьох українських установ як суспільно-культурного, так і господарського спрямування.
Ведучи велику громадсько-політичну роботу, В. Островський не полишає й творчої праці. З-під його пера упродовж 1930—1940 років вийшла низка прозових і віршованих творів, визначнішими з яких є повісті «За ґратами» і «Сміх землі» (1930 р.), історична повість «Князь Сила-Тур» (1938 р.), історична повість «Зайшло сонце в Холмі» і повість «Скорботна мати» (1940 р.). Серед його віршованих творів найвизначнішими є «Холмщина до України» і «Шлях Холмщини». Повернувшись у 1940 р. до Холма Володимир Островський заснував при Холмському Свято-Богородицькому братстві етнографічний музей і був його керівником.
Депортований разом з іншими українцями-холмщанами до Української РСР Володимир Островський опинився у м. Станіславові (теперішній Івано-Франківськ). Там деякий час працював директором школи. Однак, уже 1946 року його зачислюють до числа «українських буржуазних націоналістів». За існуючої тоді практики його твори забороняються, а книжки вилучаються з бібліотек і знищуються.
Помер Володимир Островський 7 квітня 1950 року в Івано-Франківську. Місце поховання цього визначного сина Холмщини не збереглось.

## Твори
- Хома Дубило (Історичне оповідання з життя Холмщини). Львів, 1921.
- Вівці й пастирі (З життя Холмщини). Львів 1922 вид. «Русалка»
- Соняшник (П'єса-казка в 3-х діях для дітячого театру). Львів, 1922.